# 2010年中國水災
2010年中國水災，自2010年5月10日起，在中国28省（自治区、直辖市）出現强降雨，截止8月5日已造成1,072人因灾死亡，619人失蹤，110萬間房屋倒塌，大量農作物受損，直接經濟損失達到2100億元人民幣。

## 灾情
新华网截至6月22日统计，水灾共造成364人死亡，147人失踪，累计受灾人口5943万人，经济损失达665亿元。水灾使中国南方交通严重受阻。

### 吉林
2010年7月27日傍晚以来，吉林省局部地区遭特大暴雨袭击。省内饮马河、岔路河、温德河等多条河流发生大洪水。据水利部门测算，其中温德河为有水文记录以来最大洪水，口前水文站为1600年一遇洪水。
2010年7月28日，吉林市永吉经济开发区新亚强化工厂一批装有三甲基一氯硅烷的原料桶被洪水冲入松花江中。事发后吉林省立即采取措放进行拦截打捞。2010年8月1日上午9点30分，松花江沿途已打捞化工原料桶5365只。吉林方面称没有一只化工桶流出吉林境内。环保部门监测显示，松花江水质符合标准。。

### 安徽
2010年6月29日下午，持续一个多小时的强降雨致使安徽省会合肥陷入入夏以来最严重的内涝。市内多条道路严重积水，市中心多条主干道因积水过深而陷入瘫痪，给市民出行带来困难。市一环路长江东路立交桥下民众因被困而被迫爬上车顶等待救援。东一环长江东路下穿桥在一小时不到的时间内积水深度达两米。

### 貴州
6月28日贵州关岭县因强降雨引发山体滑坡，进一步排查确定99人被埋，及後掘出四十二具遺體。中国政府於7月5日下午二時舉行哀悼活動。

### 广西
6月2日中国广西岑溪市和容县接壤地区暴发泥石流，造成42人死亡。

### 四川
8月19日15时15分，宝成铁路广汉段石亭江铁路大桥被洪水冲断，一辆从西安开往昆明的K165次火车第14、15节车厢掉进石亭江。经确认，没有发生任何人员伤亡。

### 江西
建于中华民国25年（1936年）的土堤——江西抚河唱凯堤，在辟谣一天后，于6月21日傍晚决口，决堤口曾达500米。中国中央电视台新闻频道在23日10时称仍有4万人被困，

### 福建
鹰厦铁路、峰福铁路、赣龙铁路出现多处塌方，导致进出福建的多趟列车停运或晚点。

### 广东
5月7日，一場特大暴雨襲擊廣州地區，一小時降雨量達99.1mm，五山於6日20時至7日8時錄得213毫米最高雨量，暴雨造成城區嚴重水浸，廣州市有6人死亡，許多地下車庫被雨水灌滿，逾1.8萬輛汽車被浸。此後廣州又陸續有多次暴雨，造成不同程度的水浸。截至5月11日下午5时，广东保险业接受暴雨灾害相关保险报案数22211件，初步估计损失金额4.27亿元。尽管广州曾於2009年投入大量人力物力治理水浸街，2010年5月仍再三水浸街。浸水点多位於新城區，尤其是天河區，而越秀等老城区相对较好，基本沒有損失。

### 香港
內地南部多個省份的嚴重水災，已經影響到香港郵遞服務，許多郵件被延誤。

## 反应及救援
6月22日，南京军区派出直升机到江西抚州市唱凯堤决口处勘察灾情，由于灾区一片汪洋，只有高速公路仍可通行，有救援物资和人员通过该路进行抢险救人，无标识物可辨认，只能在福（州）银（川）高速段参照飞行，在距决堤处50米，克服高压线密布条件，成功降落勘察灾情。